# Moontower
Moontower è il primo album in studio da solista del musicista svedese Dan Swanö, pubblicato nel 1999.

## Tracce
1. Sun of the Night – 5:14
2. Patchworks – 4:59
3. Uncreation – 5:40
4. Add Reality – 6:17
5. Creating Illusions – 4:13
6. The Big Sleep – 5:17
7. Encounterparts – 6:06
8. In Empty Phrases – 5:58